# هاري بابكوك (منافس ألعاب قوى)
هاري بابكوك (بالإنجليزية: Harry Babcock)‏ هو منافس ألعاب قوى أمريكي، ولد في 15 ديسمبر 1890 في بيلهام في الولايات المتحدة، وتوفي في 5 يونيو 1965 في نوروولك في الولايات المتحدة.

## وصلات خارجية
- هاري بابكوك على موقع أوليمبيديا (الإنجليزية)